# Кипріян Іван
Іван Кипріян (27 жовтня 1856, Сокаль — 1924) — релігійний, суспільно-політичний, мистецький діяч Галичини кінця XIX — початку XX ст., священник УГКЦ, капелан УГА, громадсько-політичний діяч.

## Життєпис
Народився в м. Сокалі в аристократичній родині.
У 1879–1883 р. після одержання середньої також отримав духовну освіту в Перемишльській семінарії. Навчався в музичних школах. У Львові здобув звання диригента. У 1904–1914 р. служив священником у селі Шум'яч, тепер Турківського району. Потім — у Немирові, Рава-Руського повіту. Був диригентом церковно-світських хорів, автором духовної музики, записував народні пісні, пропагував твори Д. Бортнянського, А. Вахнянина, О. Нижанківського, В. Матюка та інших композиторів.
Брав участь у громадсько-політичному житті. В Немирові очолив «Просвіту», балотувався до Віденського парламенту. Був народовцем за покликанням, належав до націонал-демократичної партії.
Під час Першої світової війни не залишив свого деканату в Немирові і не прийняв православної віри. У 1916 р. вступив до рядів УСС. Під час постання ЗУНР о. Іван Кипріян разом зі старши́ною Василем Каліцінським перебрали у Немирові владу від австрійців.
Зголосився бути капеланом (польовим духівником) в УГА, з нею пройшов всю кампанію в Галичині і за Збручем. У грудні 1919 р. під час великої епідемії тифу опікувався хворими, сповідав їх, хоронив.
Комуністичним режимом СРСР був арештований і засланий до Сибіру. У 1924 р. на засланні в Сибіру із зацукрованими янголятками проник до дітей, засуджених на смертну кару, щоб підтримати їх в останні хвилини. Діти знаходилися у віддаленій за огорожею клітці без даху. Через заметіль і морози лише за чотири дні туди прийшли вартові. За цей час діти замерзли, разом з ними замерз й о. Іван Кипріян, тримаючи янголятко і дитячу руку.
Родина отримала звістку про смерть Івана Кипріяна наприкінці 1920-х. У літературі фігурує помилковий рік смерті — 1934. Він походить із книги «Полеві духівники Української галицької армії» і насправді стосується долі його племінника Володимира Кипріяна, офіцера УГА, який у 1920–1921 роках також перебував у концтаборі у Ліберці, помер 1934 року у Львові. Місце поховання невідоме. Вписаний про пам'ять на родинному гробівці Городиських-Кипріянів на Личаківському цвинтарі, поле № 55.

## Творчий доробок
Іван Кипріян залишив після себе музичні твори і праці з теорії музики. У відділі рукописів Львівської наукової бібліотеки ім. В. Стефаника НАН України знайшли листи отця Івана Кипріяна, в яких він пише про великий вплив пісні на людину, особливо у церковних Богослужіннях.
- У 1880 р. Іван Кипріян видав за свій кошт підручник «Основи музики» на 250 сторінок, чого не зміг зробити жоден із тодішніх галицьких композиторів. Пізніше вийшли з друку:
- «Партитура співів церковних і світських» (1882 р.),
- «Утреня в святу і велику неділю Пасхи» (1883 р.),
- «Підручник початкових відомостей музики і співу» (1885 р.). Його підручники з музики і досі не втратили своєї актуальності. У 1989 р. у Лондоні вийшов збірник церковних пісень, до якого ввійшли 10 пісень Івана Кипріяна.

О. Іван Кипріян також опублікував твори українських композиторів Людвига Седляка, Вінкента Серсавія, відомі лише за його виданням.
Праці з музики та фотографії Івана Кипріяна сьогодні зберігаються в архіві його родича Мирона Кипріяна, лауреата Державної премії імені Т. Шевченка, народного художника України, головного художника Львівського державного драматичного театру імені Марії Заньковецької. Він подарував копії видань Івана Кипріяна кільком львівським вищим навчальним духовним закладам.

## Вшанування пам'яті
О. Іван Кипріян зображений художницею Іванкою Крип'якевич-Димид в поліхромії каплиці Стрітення Українського католицького університету у Львові у 2011 році.
Ім'я греко-католицького священика отця Івана Киприяна, який загинув, рятуючи дітей росіян, пропонують присвоїти Немирівській школі Яворівського району.
Вітраж із зображенням о. І. Кипріяна встановили у смт Козова (церква Успіння Пресвятої Богородиці), він освячений 7 травня 2017 року. Загальна його площа становить приблизно 3,5 кв. м. Автор — майстер з Івано-Франківська Ігор Волошин.